# Legenda

Exemplo de legendas em inglês.

No cinema, televisão e jogos eletrônicos, as legendas são os textos que acompanham uma imagem, conferindo-lhe um significado ou esclarecimento. Seu maior uso é na tradução de textos e diálogos de filmes, acompanhando o mesmo em sobreposição, normalmente na zona inferior da película. Possíveis sinônimos para o termo são letreiro, inscrição, rótulo e dístico.
Já no jornalismo, legendas são os textos que aparecem imediatamente abaixo ou ao lado (ou ainda, mais raramente, acima) de uma fotografia, identificando-a, contextualizando-a e acrescentando alguma informação a partir da matéria que a acompanha. Ver, também, para este fim, o verbete Diagramação.
Na Geografia, é usada para identificar nos mapas áreas ou lugares que possuem uma determinada característica.
Na Politica Partidária, é usada para identificar um determinado partido político. Via de regra se usam as iniciais em maiúsculas do nome dado ao partido, mas existem exceções.

## Legendagem de filmes no Brasil
Em seu livro sobre as chanchadas, o jornalista Sérgio Augusto indicou que o filme Melodia da Broadway havia inaugurado no Brasil o processo de legendagem de filmes sonoros estrangeiros. Entretanto, Augusto não apresentou nenhum dado que comprovasse esse pioneirismo e nenhuma explicação sobre como essa legendagem havia sido realizada pioneiramente antes desse processo ser adotado mais amplamente.
Fato é que até o final da década de 1970, a tradução de legendas de filmes não era uma especialização no Brasil, o que acarretava erros banais. Como exemplo, não era raro a palavra actually, que significa "realmente" ou "na verdade", "de fato", ser traduzida por "atualmente". Segundo Monika Pecegueiro do Amaral - que, atualmente, é a melhor e mais ativa tradutora de filmes do Brasil - "quem começou a mudar o rumo das legendas no Brasil foi Sigismundo da Rocha Spiegel".

## Tradução
As legendas podem ser usadas para traduzir o diálogo de um idioma estrangeiro para o idioma nativo do público. Não é apenas o método mais rápido e mais barato de traduzir conteúdo, mas também é geralmente preferido, pois é possível que o público ouça o diálogo original e as vozes dos atores.
A tradução de legendas pode ser diferente da tradução de texto escrito. Normalmente, durante o processo de criação de legendas para um filme ou programa de televisão, a imagem e cada frase do áudio são analisadas pelo tradutor de legendas; Além disso, o tradutor de legendas pode ou não ter acesso a uma transcrição escrita do diálogo. Especialmente no campo de legendas comerciais, o tradutor de legendas geralmente interpreta o que se entende, em vez de traduzir a maneira como o diálogo é declarado; isto é, o significado é mais importante que a forma - a audiência nem sempre aprecia isso, pois pode ser frustrante para as pessoas que estão familiarizadas com algumas das línguas faladas; a linguagem falada pode conter preenchimento verbal ou significados culturalmente implícitos que não podem ser transmitidos nas legendas escritas. Além disso, o tradutor de legendas também pode condensar o diálogo para atingir uma velocidade de leitura aceitável, em que a finalidade é mais importante que a forma.

### Legendagem

#### Tempo real
A legendagem de tradução em tempo real geralmente envolve um intérprete e um estenógrafo trabalhando simultaneamente, em que o primeiro traduz rapidamente para o diálogo enquanto o último digita; esta forma de legendagem é rara. O atraso inevitável, os erros de digitação, a falta de edição e o alto custo significam que a legendagem de tradução em tempo real está em baixa demanda. Permitir que o intérprete fale diretamente com os espectadores é geralmente mais barato e mais rápido; no entanto, a tradução não é acessível para pessoas surdas e com deficiência auditiva.

#### Em linha
Alguns legendadores propositadamente fornecem legendas editadas ou legendas para atender às necessidades de seu público, para os alunos do diálogo falado como segunda língua ou estrangeira, aprendizes visuais, leitores iniciantes que são surdos ou com deficiência auditiva e para pessoas com aprendizagem e / ou mental deficiências. Por exemplo, para muitos de seus filmes e programas de televisão, a PBS exibe legendas padrão que representam o áudio do programa, palavra por palavra, se o espectador selecionar "CC1" usando o controle remoto da televisão ou o menu na tela; no entanto, eles também fornecem legendas editadas para apresentar sentenças simplificadas a uma taxa mais lenta, se o visualizador selecionar "CC2". Programas com um público diversificado também costumam ter legendas em outro idioma. Isso é comum com as novelas populares da América Latina em espanhol. Como CC1 e CC2 compartilham largura de banda, a Federal Communications Commission (FCC) dos EUA recomenda que as legendas de tradução sejam colocadas no CC3. O CC4, que compartilha largura de banda com o CC3, também está disponível, mas os programas raramente o usam.

#### Legendas vs. dublagem
Os dois métodos alternativos de "tradução" de filmes em uma língua estrangeira são a dublagem, na qual outros atores registram as vozes dos atores originais em uma língua diferente, e a lectorização, uma forma de narração de material ficcional onde um narrador conta a história, o que os atores estão dizendo enquanto suas vozes podem ser ouvidas em segundo plano. A leiteria é comum na televisão da Rússia, Polônia e alguns outros países da Europa Oriental, enquanto os cinemas desses países comumente exibem filmes dublados ou legendados.
A preferência pela dublagem ou legendagem em vários países é amplamente baseada em decisões tomadas no final da década de 1920 e início da década de 1930. Com a chegada do filme sonoro, os importadores de filmes na Alemanha, Itália, França e Espanha decidiram dublar as vozes estrangeiras, enquanto o resto da Europa optou por exibir o diálogo como legendas traduzidas. A escolha foi em grande parte devido a razões financeiras (a legendagem é mais econômica e mais rápida que a dublagem), mas durante os anos 30 também se tornou uma preferência política na Alemanha, Itália e Espanha; uma forma conveniente de censura que garantiu que visões e ideias estrangeiras pudessem ser impedidas de atingir o público local, pois a dublagem possibilita a criação de um diálogo totalmente diferente do original. Nas maiores cidades alemãs, alguns "cinemas especiais" usam legendagem em vez de dublagem.
A dublagem ainda é a norma e a forma preferida nesses quatro países, mas a proporção da legendagem está crescendo lentamente, principalmente para economizar custos e tempo de resposta, mas também devido à crescente aceitação entre as gerações mais jovens, que são melhores leitores e têm cada vez mais conhecimentos básicos de Inglês (a língua dominante no cinema e na TV) e, portanto, preferem ouvir o diálogo original.
No entanto, na Espanha, por exemplo, apenas os canais de TV públicos exibem filmes estrangeiros legendados, geralmente tarde da noite. É extremamente raro que qualquer canal de televisão espanhol mostre versões legendadas de programas de TV, séries ou documentários. Com o advento da transmissão digital terrestre de TV, tornou-se prática comum na Espanha fornecer streams de áudio e legendas opcionais que permitem assistir a programas dublados com o áudio e legendas originais. Além disso, apenas uma pequena parte dos cinemas exibe filmes legendados. Filmes com diálogos em galego, catalão ou basco são sempre dublados, e não legendados, quando exibidos no resto do país. Algumas emissoras de TV não-espanholas legendam entrevistas em espanhol; outros não fazem.
Em muitos países da América Latina, redes de televisão local exibem versões dubladas de programas e filmes em inglês, enquanto as estações de TV a cabo (geralmente internacionais) transmitem com mais frequência material legendado. A preferência por legendas ou dublagem varia de acordo com o gosto individual e a capacidade de leitura, e os cinemas podem encomendar duas versões dos filmes mais populares, permitindo que os espectadores escolham entre dublagem ou legendas. A animação e programação infantil, no entanto, é quase universalmente dubladas, como em outras regiões.
Desde a introdução do DVD e, posteriormente, do Blu-ray Disc, alguns filmes de alto orçamento incluem a opção simultânea de ambas as legendas/ou dublagem. Muitas vezes, nesses casos, as traduções são feitas separadamente, em vez de as legendas serem uma transcrição literal das cenas dubladas do filme. Embora isso permita o fluxo mais suave possível das legendas, pode ser frustrante para alguém tentar aprender uma língua estrangeira.
Nos países tradicionais de legendagem, a dublagem é geralmente considerada algo estranho e antinatural e é usada apenas para filmes de animação e programas de TV destinados a crianças em idade pré-escolar. Como os filmes de animação são "dublados" até mesmo em seu idioma original e os ruídos e efeitos ambientais geralmente são gravados em uma trilha sonora separada, dublar uma produção de baixa qualidade em um segundo idioma produz pouco ou nenhum efeito perceptível na experiência visual. Na televisão ou filme de live-action, no entanto, os espectadores costumam se distrair com o fato de o áudio não corresponder aos movimentos dos lábios dos atores. Além disso, as vozes dubladas podem parecer separadas, inadequadas para o personagem, ou excessivamente expressivas, e alguns sons ambientes podem não ser transferidos para a faixa dublada, criando uma experiência de visualização menos agradável.

#### Legendagem como prática
Em vários países ou regiões, quase todos os programas de TV em idiomas estrangeiros são legendados, em vez de dublados, principalmente em:
- Albânia (a maioria dos programas em língua estrangeira são legendados em albanês, filmes infantis e programas de TV são dublados, na maioria animados)
- Argentina (TV a cabo/via satélite e cinemas)
- Armênia (Legendas em armênio, principalmente os programas infantis são dublados)
- Oriente Médio e Norte da África - Legendas modernas em língua árabe, usadas para programação/cinema estrangeira e frequentemente usadas quando os dialetos árabes são o principal meio de um programa de cinema/TV. Países como o Líbano, Argélia e Marrocos também costumam incluir legendagem em francês simultaneamente.
- Austrália (especialmente pela SBS)
- Bélgica (legendas em holandês em Flandres, dubladas em francês na Valônia, legendas bilíngues [holandesas e francesas] nos cinemas flamengos de Bruxelas, chamadas versões na Valônia. Os programas infantis e as televendas são dublados)
- Bósnia e Herzegovina (legendas em servo-croata)
- Brasil (alguns cinemas e canais a cabo usam legendas em português brasileiro)
- Chile (apenas TV a cabo/satélite)
- China (A maioria dos programas em chinês inclui legendas em chinês, já que muitos idiomas e dialetos são falados pela população, mas o sistema de escrita é independente de dialetos)
- Colômbia (apenas TV a cabo/satélite)
- Costa Rica (TV a cabo/satélite e em alguns canais nacionais como o Canal 7)
- Croácia (Legendas em Croata)
- Dinamarca (legendas em dinamarquês em todos os programas estrangeiros, exceto programas infantis)
- Finlândia (Legendas em finlandês ou sueco, a Finlândia é bilíngue; em programas televisivos infantis são dublados e a narração fora da tela em documentários é frequentemente dublada)
- Grécia (apenas programas infantis e filmes são dublados)
- Hong Kong (A dublagem em cantonês geralmente acontece, mas a legendagem também é comum, já que esses programas estrangeiros costumam ser transmitidos em vários idiomas)
- Islândia (Legendas em islandês. Programas televisivos e filmes dirigidos a crianças são dublados, embora os cinemas muitas vezes ofereçam programas legendados no final da noite. A narração em documentários pode ser dublada, embora os diálogos na tela sejam sempre legendados).
- Índia (a maioria dos canais ingleses agora fornece legendas de seus programas em inglês)
- Indonésia (Legendados em indonésio, alguns filmes estrangeiros têm legendas de mais de um idioma)
- Irlanda, (Legendas em inglês para programas não ingleses, incluindo os da língua irlandesa. Legendas ocasionais na língua irlandesa para programas exibidos no canal em irlandês: TG4)
- Israel (programas e filmes de televisão não-hebraicos são sempre traduzidos para o hebraico com legendas. A legendagem em hebraico bilingue/árabe ou hebraico/russo, que traduz em ambas as línguas simultaneamente, é comum nos canais públicos de televisão. A partir de 2008, a indústria de closed captioning em Israel está em ascensão desde que uma lei foi aprovada, afirmando que todos os programas hebraicos da Televisão Israelense devem ser legendados para deficientes auditivos. uma norma em outros canais e órgãos de radiodifusão em Israel)
- Letônia (legendas em letão, ocasionalmente em programas de idioma letão ou simplesmente em canais de idioma russo em russo)
- Malásia (Legendas em malaio para programação em inglês e línguas vernáculas como chinês e tâmil e línguas estrangeiras como hindi e coreano, exceto certos programas dublados em malaio, como anime, programas de notícias em línguas vernáculas respectivas (reportagens em programas de notícias em língua vernácula) pessoas estrangeiras que falam são traduzidas em legendas) e certos programas de live-action em língua malaia legendados em inglês, que também aparecem para programação em indonésio desde 2006, exceto para reportagens em programas malaios de notícias em que os indonésios falam onde não têm legendas. Filme de 35 mm com legendas em malaio e chinês simplificado Normalmente, a animação e os filmes em 3D estão isentos de legendas (embora os estúdios possam optar por adicionar legendas a seu critério) Filmes indianos e chineses geralmente têm legendas de mais de um idioma
- Montenegro (legendas em Montenegrino, alguns programas infantis em Montenegrino; legendas sérvias ou croatas importadas com frequência)
- Holanda (Legendas em holandês, os programas infantis são dublados)
- Noruega (Legendas em norueguês. Programas de televisão e filmes dirigidos a crianças são dublados, embora os cinemas muitas vezes ofereçam sessões legendadas no final da noite. A narração em documentários pode ser dublada, embora os diálogos na tela sejam sempre legendados).
- Polônia (quase todos os filmes de live-action nos cinemas são legendados; alguns filmes de PG-13 podem ser encontrados em duas versões, com legendas e dublagem)
- Portugal (a maioria dos programas tem legendas em português, mas os programas infantis e os documentários são geralmente dublados)
- Romênia (legendas em romeno, nenhuma série dublada)
- Sérvia (Legendas em língua sérvia, alguns programas infantis e televendas são dublados)
- Cingapura em inglês, chinês e malaio, com algumas legendas bilíngues em chinês e inglês ou chinês e malaio
- África do Sul (de africâner, sesotho, xhosa e zulu para inglês)
- Coreia do Sul (Legendas em coreano)
- Suécia (Legendas em sueco. Programas de televisão e filmes dirigidos a crianças são dublados, embora os cinemas muitas vezes ofereçam programas legendados no final da noite. A narração em documentários pode ser dublada, embora os diálogos na tela sejam sempre legendados).
- Taiwan (as legendas em mandarim aparecem na maioria dos programas e em todas as notícias ou transmissões ao vivo)
- Turquia (línguas étnicas do país no TRT 3)
- Ucrânia (programas de TV em russo são exibidos com legendas em ucraniano)
- Estados Unidos (exigido pela Comissão Federal de Comunicações dos EUA para canais licenciados em inglês quando o programa estiver em outro idioma)
- Uruguai (apenas TV a cabo/satélite)
- Venezuela (apenas TV a cabo/satélite)

Também é comum que os serviços de televisão em línguas minoritárias também levitem seus programas na língua dominante. Exemplos incluem o galês S4C e o irlandês TG4, que têm legendas em inglês, e o sueco Yle Fem, na Finlândia, que fazem o subtítulo na maioria do idioma finlandês.
Na Valónia (Bélgica) os filmes são normalmente dublados, mas por vezes são disponível em dois canais ao mesmo tempo: um dublado (em La Une) e o outro legendado (em La Deux), mas isto já não é feito tão frequentemente devido a baixas classificações.
Na Austrália, uma rede de FTA, a SBS exibe seus programas em idioma estrangeiro legendados em inglês.

## Categorias
As legendas no mesmo idioma da mesma produção podem estar em categorias diferentes:
- Legendas para deficientes auditivos (às vezes abreviadas como HI ou SDH) são destinadas a pessoas com deficiência auditiva, fornecendo informações sobre música, sons ambientais e alto-falantes fora da tela (por exemplo, quando uma campainha toca ou um tiro é ouvido). Em outras palavras, eles indicam os tipos e as origens dos sons que vêm do filme e, geralmente, colocam essas informações dentro de colchetes para demarcá-las dos diálogos dos atores. Por exemplo: [som de digitação em um teclado], [música misteriosa], [quebra de vidro], [mulher gritando].
- Narrativa é o tipo mais comum de legenda em que o diálogo falado é exibido. Estes são mais comumente usados para traduzir um filme com um idioma falado e o texto de um segundo idioma.
- Legendas forçadas são comuns em filmes e apenas fornecem legendas quando os caracteres falam uma língua estrangeira ou alienígena, ou um sinal, bandeira ou outro texto em uma cena não é traduzido no processo de localização e dublagem. Em alguns casos, o diálogo estrangeiro pode ser deixado sem tradução se o filme for visto do ponto de vista de um personagem em particular que não fala a língua em questão.
- As legendas de conteúdo são uma indústria secundária norte-americana (não-hollywoodiana, geralmente de baixo orçamento). Eles adicionam o ditado de conteúdo que falta na ação filmada ou no diálogo. Devido às permissões gerais de baixo orçamento nesses filmes, muitas vezes é mais viável adicionar as legendas sobrepostas para preencher as informações. Eles são mais comumente vistos nos filmes Maverick dos Estados Unidos como legendas forçadas, e nos filmes MapleLeaf do Canadá como legendas opcionais. As legendas de conteúdo também aparecem no início de alguns filmes de orçamento mais alto (por exemplo, Star Wars) ou no final de um filme (por exemplo, Gods and Generals).
- Apenas títulos são normalmente usados por programas dublados e fornecem apenas o texto para qualquer texto não traduzido na tela. Eles são mais comumente forçados (veja acima).
- Legendas de bônus são um conjunto adicional de sinopses de texto que são adicionadas aos DVDs. Eles são semelhantes ao conteúdo em filme dos discos Blu-ray ou aos "nuggets de informações" no Vídeo Pop-up VH1. Frequentemente mostrados em forma de pop-up ou balão, eles apontam informações de bastidores relativas ao que está aparecendo na tela, geralmente indicando erros de filmagem e desempenho em continuidade ou consistência.
- Legendas localizadas são uma faixa de legenda separada que usa referências expandidas (por exemplo, "O saquê [um vinho japonês] era excelente como Wasabi") ou pode substituir a faixa de legenda padronizada por um formulário localizado substituindo referências a personalizado local (por exemplo acima, "O vinho foi excelente, como foi o mergulho picante").
- Legendas estendidas/expandidas combinam a faixa de legenda padrão com a faixa de legenda de localização. Originalmente encontrado apenas em DVDs Celestiais no início dos anos 2000, o formato expandiu-se para muitos lançamentos destinados à exportação da China, Japão, Índia e Taiwan. O termo "legendas expandidas" é de propriedade da Celestial, com "legendas estendidas" sendo usadas por outras empresas.
- As legendas 3D combinam a posição de legenda padrão ao longo dos eixos X e Y da imagem, com uma terceira posição ao longo do eixo Z. Este terceiro posicionamento permite que a legenda "flutue" na frente da imagem 3D. Esta opção está disponível nos lançamentos Digital Cinema e 3D Blu-ray.